# Vientián

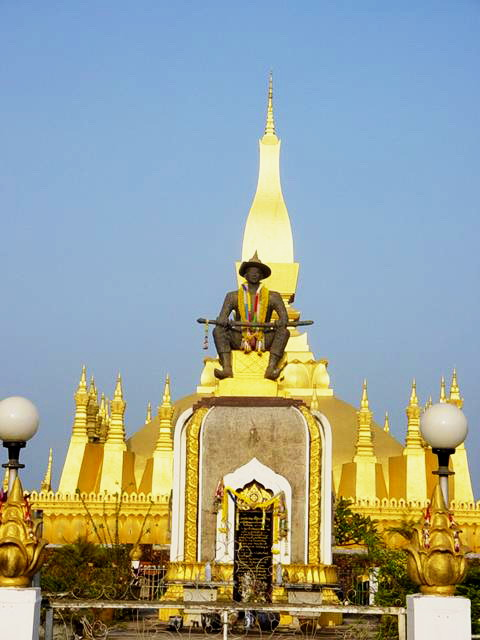
Templo Pha That Luang en Vientián, Laos.

Vientián (del francés Vientiane; en laosiano ວຽງຈັນ, Viangchan /ʋíəŋ tɕàn/; antiguamente y en desuso Alanchan en español) es la capital de  Laos. Se encuentra en el valle del Mekong, río que la separa de la vecina Tailandia. La ciudad contaba con una población de unos 200 000 habitantes en 2005, llegando a casi 950 000 personas según el censo del 2020. La ciudad fue sede de los XXV Juegos del Sudeste Asiático en diciembre de 2009, celebrando los 50 años de los Juegos del Sudeste Asiático.
Vientián está en la prefectura homónima (kampheng nakhon Vientiane). También existe la provincia de Vientián, de la cual se separó la prefectura en 1989.

## Etimología
La palabra "Vientiane" es una romanización de origen francés. Otra transliteración es "Viangchan", u ocasionalmente "Wiangchan".
El Diccionario panhispánico de dudas (DPD) aconseja el uso de Vientián, forma adaptada a la ortografía y pronunciación españolas, desaconsejando el uso en español de la grafía francesa Vientiane, adaptación del laosiano Vieng Chan, empleada también en inglés.

## Historia

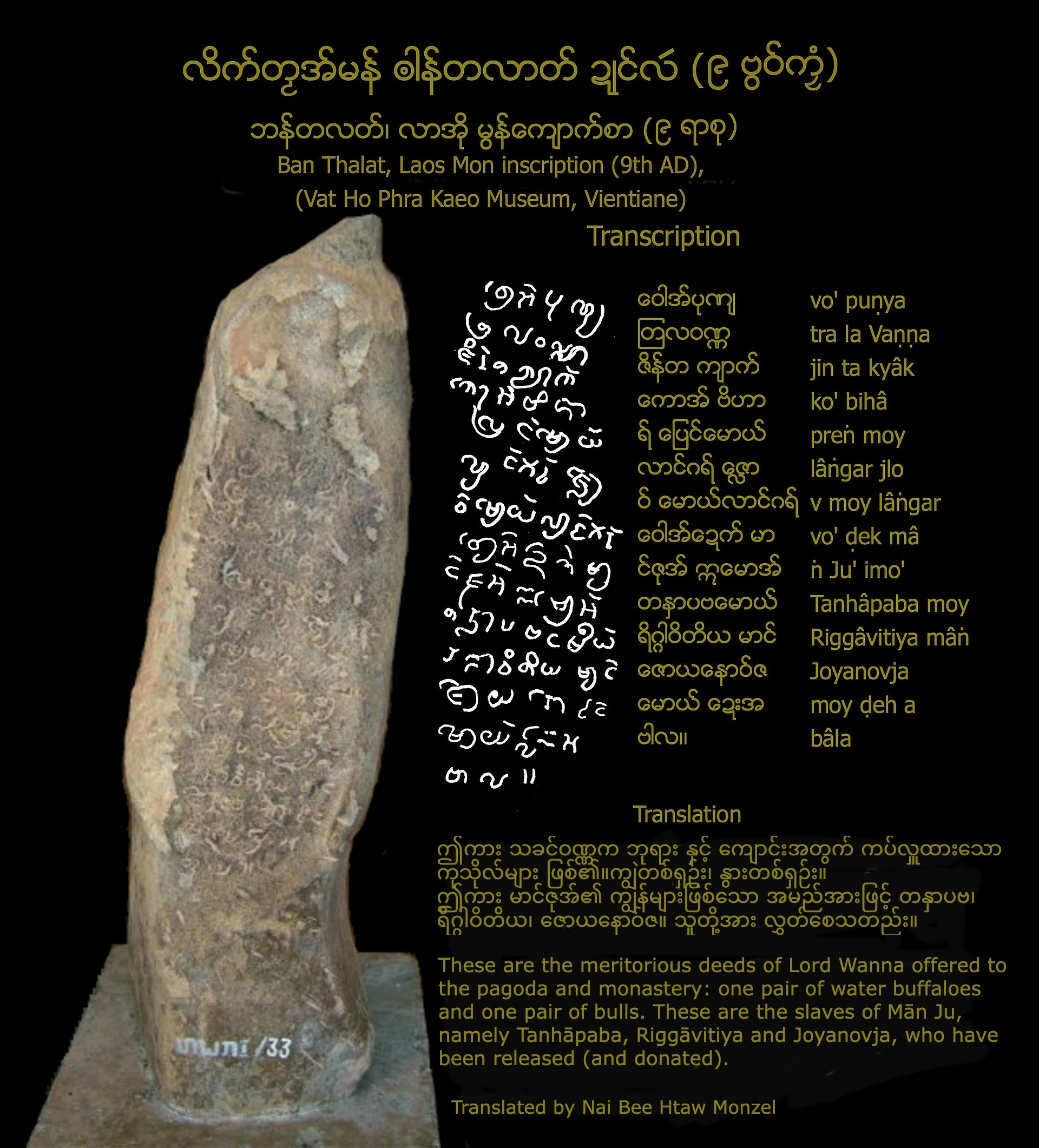
Ban Tha Lat, inscripción Mon (IX d.C.) hallada en 1968, en una zona donde otras pruebas arqueológicas atestiguaban la presencia de los antiguos Mon. Actualmente se encuentra en el Museo Ho Phra Kaeo, en Vientián.

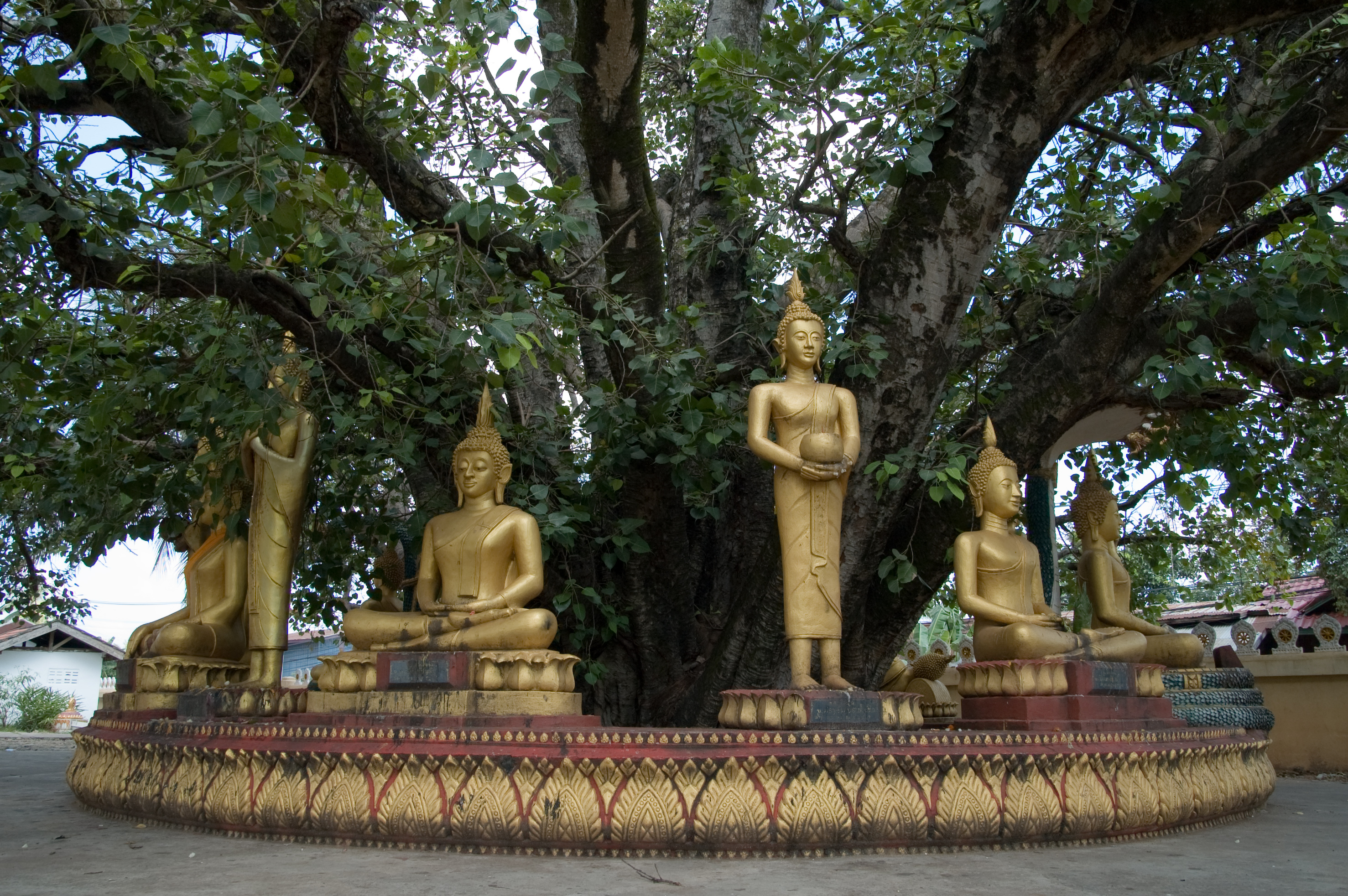
Esculturas de Buda en Pha That Luang.

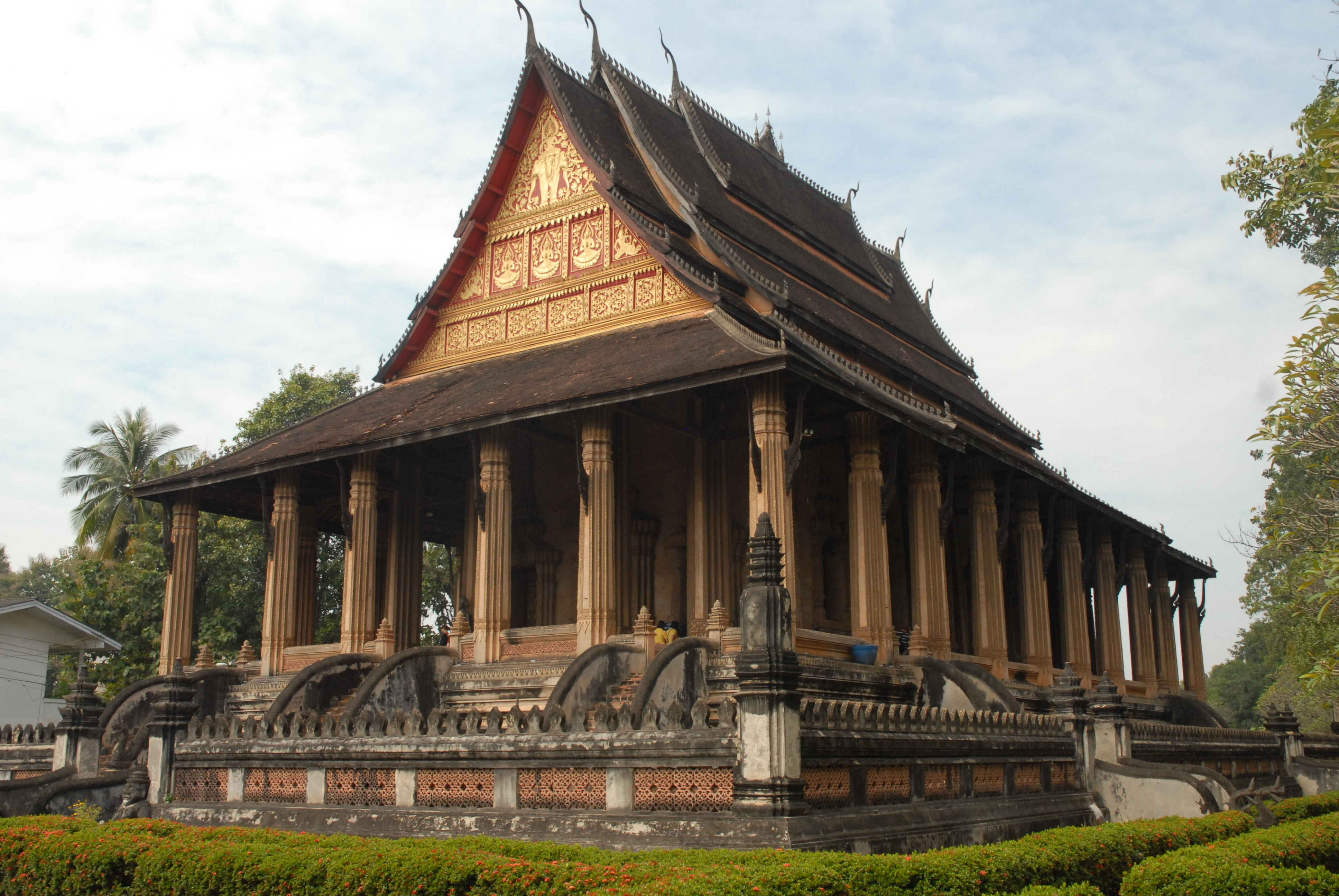
Haw Phra Kaew o Templo del Buda de Esmeralda.

### Reinos de la ciudad estado de Dvaravati
En el siglo VI, en el río Chao Phraya, los pueblos Mon se habían unido para crear los reinos Dvaravati.  En el norte, Haripunjaya (Lamphun) surgió como potencia rival de los Dvaravati. En el siglo VIII, los mon se habían desplazado hacia el norte para crear ciudades-estado en Fa Daet (actual Kalasin, en el noreste de Tailandia), Sri Gotapura (Sikhottabong), cerca del actual Tha Khek, Muang Sua (Luang Prabang) y Chantaburi (Vientián). En el siglo VIII d. C., Sri Gotapura (Sikhottabong) era la más fuerte de estas primeras ciudades-estado y controlaba el comercio en toda la región del Mekong medio. Las ciudades-estado estaban poco unidas políticamente, pero eran culturalmente similares e introdujeron el budismo therevada de Sri Lanka por toda la región.: 6, 7 

### Mito
La gran epopeya laosiana, el Phra Lak Phra Lam, afirma que el príncipe Thattaradtha fundó la ciudad de Vientián cuando abandonó el legendario reino laosiano de Muong Inthapatha Maha Nakhone porque se le negó el trono en favor de su hermano menor. Thattaradtha fundó una ciudad llamada Maha Thani Si Phan Phao en la orilla occidental del río Mekong; se dice que esta ciudad se convirtió más tarde en la actual Udon Thani, Tailandia. Un día, un Naga de siete cabezas le dijo a Thattaradtha que fundara una nueva ciudad en la orilla oriental del río, frente a Maha Thani Si Phan Phao. El príncipe llamó a esta ciudad Chanthabuly Si Sattanakhanahud, y se dice que fue la predecesora de la moderna Vientián.
Al contrario que el Phra Lak Phra Lam, la mayoría de los historiadores creen que Vientián fue un temprano asentamiento del Imperio jemer centrado en torno a un templo hindú, al que más tarde sustituiría el Pha That Luang. En los siglos XI y XII, época en la que se cree que el pueblo lao y el pueblo tailandés entraron en el Sudeste Asiático desde el sur de China, los pocos jemeres que quedaban en la zona fueron asesinados, expulsados o asimilados a la civilización lao, que pronto dominaría la zona.[cita requerida]

### Dominación jemer
La referencia más antigua del nombre Vientián puede verse en una inscripción vietnamita del duque Đỗ Anh Vũ, fechada en 1159, durante el conflicto jemer-vietnamita. La inscripción dice que en 1135, Văn Đan (Vientián), ciudad vasalla de Zhenla (Imperio jemer), invadió Nghe An, pero fueron repelidos por el duque; éste, al frente de un ejército, persiguió a los invasores hasta Vũ Ôn (no consta cuál es esta ciudad), y luego regresó con cautivos.: 65  Este nombre puede tener su origen en Wèndān, un supuesto reino situado en la meseta de Khorat, mencionado por un escritor chino del siglo IX que describía una ruta comercial que partía de Hanói y cruzaba las montañas occidentales hasta Wèndān.

### Lan Xang y el dominio colonial francés
En 1354, cuando Fa Ngum fundó el reino de Lan Xang,: 223  Vientián se convirtió en una importante ciudad administrativa, aunque no llegó a ser la capital. El rey Setthathirath la estableció oficialmente como capital de Lan Xang en 1563, para evitar la invasión birmana. Cuando Lan Xang se desmoronó en 1707, se convirtió en un Reino de Vientián independiente. En 1779, fue conquistada por el general siamés Phraya Chakri y convertida en vasalla de Siam (Tailandia).
Cuando el rey Anouvong levantó una infructuosa rebelión, fue arrasada por los ejércitos siameses en 1827. La ciudad fue incendiada y saqueada de casi todos los artefactos laosianos, incluidas estatuas de Buda y personas. Vientián estaba muy deteriorada, despoblada y desapareciendo en la selva cuando llegaron los franceses. En 1893 pasó a manos del imperio colonial francés. En 1899 se convirtió en la capital del protectorado francés de Laos. Los franceses reconstruyeron la ciudad y repararon templos budistas como el de Pha That Luang y Haw Phra Kaew, y dejaron muchos edificios coloniales. 
Durante el dominio francés, se animó a los vietnamitas a emigrar a Laos, lo que hizo que el 53% de la población de Vientián fuera vietnamita para el año 1943. Ya en 1945, los franceses elaboraron un ambicioso plan para trasladar a la masiva población vietnamita a tres zonas clave (la llanura de Vientián, la región de Savannakhet y la meseta de Bolaven), que sólo se vio interrumpido por la invasión japonesa de Indochina. Si este plan se hubiera llevado a cabo, según Martin Stuart-Fox, los laosianos bien podrían haber perdido el control sobre su propio país.
Durante la Segunda Guerra Mundial, Vientián cayó sin apenas resistencia y fue ocupada por las fuerzas japonesas, al mando de Sako Masanori. El 9 de marzo de 1945 llegaron paracaidistas franceses, que reocuparon la ciudad el 24 de abril de 1945.

### Independencia
La ciudad se convirtió en la capital nacional del nuevo Estado independiente de Laos en 1953.
Al estallar la guerra civil de Laos entre el gobierno real de Laos y el Pathet Lao, Vientián se volvió inestable. En agosto de 1960, Kong Le tomó la capital e insistió en que Souvanna Phouma se convirtiera en primer ministro. A mediados de diciembre, Phoumi Nosavan tomó la capital, derrocó al gobierno de Phouma e instaló a Boun Oum como primer ministro. A mediados de 1975, las tropas del Pathet Lao avanzaron hacia la ciudad y los estadounidenses comenzaron a evacuar la capital. El 23 de agosto de 1975, un contingente de 50 mujeres del Pathet Lao liberó simbólicamente la ciudad. El 2 de diciembre de 1975, el partido comunista del Pathet Lao tomó Vientián, derrotó al Reino de Laos y rebautizó el país como República Democrática Popular Lao, lo que puso fin a la guerra civil. Al día siguiente, comenzó una insurgencia en Laos en la jungla, con el Pathet Lao luchando contra facciones de hmong y monárquicos.
Vientián fue la sede de los Juegos del Sudeste Asiático de 2009. Se suprimieron dieciocho competiciones de los anteriores juegos, celebrados en Tailandia, debido a las fronteras sin salida al mar de Laos y a la falta de instalaciones adecuadas en Vientián.

## Climatología
| Parámetros climáticos promedio de Vientián      | Parámetros climáticos promedio de Vientián | Parámetros climáticos promedio de Vientián | Parámetros climáticos promedio de Vientián | Parámetros climáticos promedio de Vientián | Parámetros climáticos promedio de Vientián | Parámetros climáticos promedio de Vientián | Parámetros climáticos promedio de Vientián | Parámetros climáticos promedio de Vientián | Parámetros climáticos promedio de Vientián | Parámetros climáticos promedio de Vientián | Parámetros climáticos promedio de Vientián | Parámetros climáticos promedio de Vientián | Parámetros climáticos promedio de Vientián |
| Mes                                             | Ene.                                       | Feb.                                       | Mar.                                       | Abr.                                       | May.                                       | Jun.                                       | Jul.                                       | Ago.                                       | Sep.                                       | Oct.                                       | Nov.                                       | Dic.                                       | Anual                                      |
| ----------------------------------------------- | ------------------------------------------ | ------------------------------------------ | ------------------------------------------ | ------------------------------------------ | ------------------------------------------ | ------------------------------------------ | ------------------------------------------ | ------------------------------------------ | ------------------------------------------ | ------------------------------------------ | ------------------------------------------ | ------------------------------------------ | ------------------------------------------ |
| Temp. máx. media (°C)                           | 28.4                                       | 30.3                                       | 33.0                                       | 34.3                                       | 33.0                                       | 31.9                                       | 31.3                                       | 30.8                                       | 30.9                                       | 30.8                                       | 29.8                                       | 28.1                                       | 31.1                                       |
| Temp. mín. media (°C)                           | 16.4                                       | 18.5                                       | 21.5                                       | 23.8                                       | 24.6                                       | 24.9                                       | 24.7                                       | 24.6                                       | 24.1                                       | 22.9                                       | 19.3                                       | 16.7                                       | 21.8                                       |
| Lluvias (mm)                                    | 7.5                                        | 13.0                                       | 33.7                                       | 84.9                                       | 245.8                                      | 279.8                                      | 272.3                                      | 334.6                                      | 297.3                                      | 78.0                                       | 11.1                                       | 2.5                                        | 1660.5                                     |
| Días de lluvias (≥ 1 mm)                        | 1                                          | 2                                          | 4                                          | 8                                          | 15                                         | 18                                         | 20                                         | 21                                         | 17                                         | 9                                          | 2                                          | 1                                          | 118                                        |
| Horas de sol                                    | 254.4                                      | 214.3                                      | 216.8                                      | 226.3                                      | 207.1                                      | 152.9                                      | 148.6                                      | 137.1                                      | 137.7                                      | 247.7                                      | 234.3                                      | 257.5                                      | 2434.7                                     |
| Humedad relativa (%)                            | 70                                         | 68                                         | 66                                         | 69                                         | 78                                         | 82                                         | 82                                         | 84                                         | 83                                         | 78                                         | 72                                         | 70                                         | 75                                         |
| Fuente n.º 1: World Meteorological Organization |                                            |                                            |                                            |                                            |                                            |                                            |                                            |                                            |                                            |                                            |                                            |                                            |                                            |
| Fuente n.º 2: NOAA (sol y humedad)              |                                            |                                            |                                            |                                            |                                            |                                            |                                            |                                            |                                            |                                            |                                            |                                            |                                            |

## Arte
Como en el resto de Laos, en la ciudad de Vientián destaca como máximo exponente artístico las artes decorativas de vivos colores, aplicadas a la arquitectura. Tallas pintadas y esculturas adornan los particulares edificios históricos de la ciudad. Tras el expolio de 1827 sufrió el abandono, hasta ser redescubierta por los franceses en 1860. Las restauraciones comenzaron con el protectorado francés. Así es como la ciudad conserva abundantes representaciones de arquitectura colonial.
Dentro de su arquitectura destacan templos, monasterios y estupas, la mayoría anteriores al Siglo XVI. Todos estos monumentos han sufrido intervenciones a lo largo de los siglos, por lo que no presentan su aspecto original. Dentro de los atractivos turísticos destacan:
- La estupa de That Luang
- El Vat Sri Saket, el templo más antiguo de Vientián que aun se conserva, construido en 1818;
- El oratorio real Vat Ho Pra Keo, hoy museo religioso. Hogar de la antigua imagen de Buda de Pra Bang.
- El Vat Ong Tu
- El Vat In Peng
- El Vat Xieng Khuan

## Patrimonio
- Parque Buda, a 25 km al sur de la ciudad.

- Mercado de Thong Kham Kham

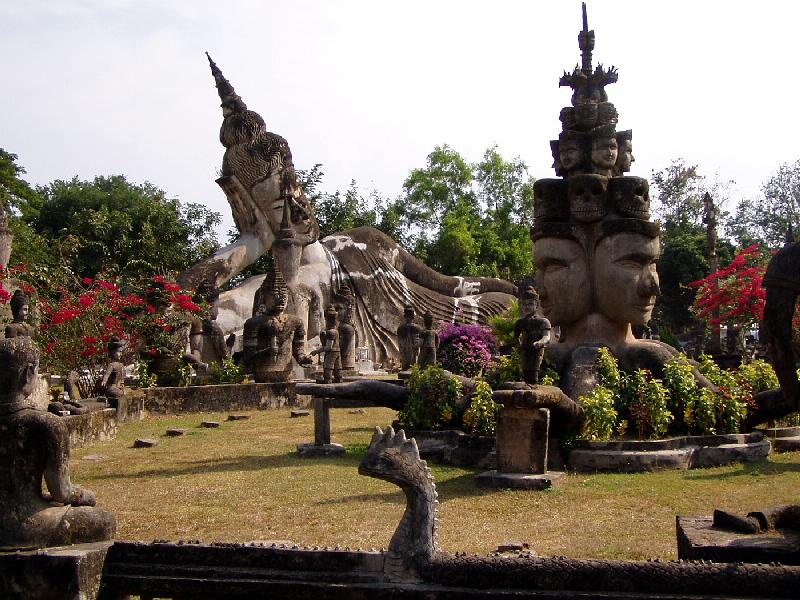
Parque Buda.

- Haw Phra Kaew, templo escuela, museo y pequeños comercios.
- Museo Nacional de Laos.
- Patuxai, monumental arco de triunfo construido para conmemorar la independencia.
- Pha That Luang, el santuario más venerado de Laos, con su estupa budista de 45 metros de altura;
- Talat Sao, mercado central diario
- That Dam, gran estupa.
- Vat Ong Teu Mahawihan
- El templo Vat Si Muang, con su famosa columna de piedra que indica el lugar donde la ciudad de Vientián fue fundada.
- Vat Si Saket, templo budista.
- Vat Sok Pa Luang, templo budista.
- La ribera del río Mekong.

## Economía
Vientián es el centro de la economía de Laos y el principal motor de su cambio. En los últimos años ha experimentado un fuerte crecimiento gracias a la inversión extranjera. En enero de 2011 comenzó a operar la Bolsa de Valores de Laos. La sede central de Lao Airlines se ubica en la capital. También Lao Air tiene su sede central allí, en las instalaciones del Aeropuerto Internacional de Wattay.

## Educación
La Universidad Nacional de Laos, una de las tres universidades en el país, está ubicada en esta ciudad.

## Distribución administrativa
Vientián se encuentra organizada en cinco distritos:
- Chantabuly
- Hadxaifong
- Sikhottabong
- Sisattanak
- Xaysetha

## Deporte
El fútbol es uno de los principales deportes del país.
La mayoría de los equipos de la Lao League (la primera división del país) son de Vientián. Esta liga fue creada en 1990, y en 2013, de los 12 equipos que competían en ella, nueve eran de la capital: Ezra Football Club, Friends Development Football Club, Lao Airlines Football Club, Lao-American College Football Club, Lao Army Football Club, Lane Xang Intra Football Club, Vientiane Football Club y Yothatikan Football Club. Todos estos equipos juegan o en el Nuevo Estadio Nacional de Laos o en el estadio Chao Anouvong.

## Ciudades hermanadas
- París, Francia.
- Bangkok, Tailandia.
- Alicante, España.
- Chittagong, Bangladés.
- Panamá, Panamá.
- Phnom Penh, Camboya.
- Bogotá, Colombia.
- Valparaíso, Chile.
- Orlando, Estados Unidos.
- Barcelona, España.
- Ciudad Ho Chi Minh, Vietnam.
- Cirebon, Indonesia.